# Sants-Montjuïc
Sants-Montjuïc 1984-ben történt kialakítása óta Barcelona harmadik kerülete. Mai formáját két egykori kerület, a II. (Montjuïc és Poble-Sec) és a VII. (Sants – Hostafrancs – La Bordeta) egyesítésével nyerte el. A város déli részén elhelyezkedő városrész lakossága 2005-ben 177 636 volt. 
A kerület Les Corts, Eixample, Ciutat Vella városrészekkel, valamint L’Hospitalet de Llobregat-tal és El Prat de Llobregat-tal határos. Területén helyezkedik el az olimpiának is helyt adó Montjuïc, a teherkikötő, valamint Barcelona központi pályaudvara, a Sants.

## Negyedei
A kerületet 8 szomszédság alkotja:
- Poble-sec
- La Marina del Prat Vermell
- La Marina de Port
- La Font de la Guatlla
- Hostafrancs
- La Bordeta
- Sants-Badal
- Sants

Sants-Montjuïc negyedei

Ezen kívül a Montjuïc hegyen lévő park és a Zona Franca - Port nevű állandó lakosság nélküli ipari-kereskedelmi terület tartozik még ide.

## Képek

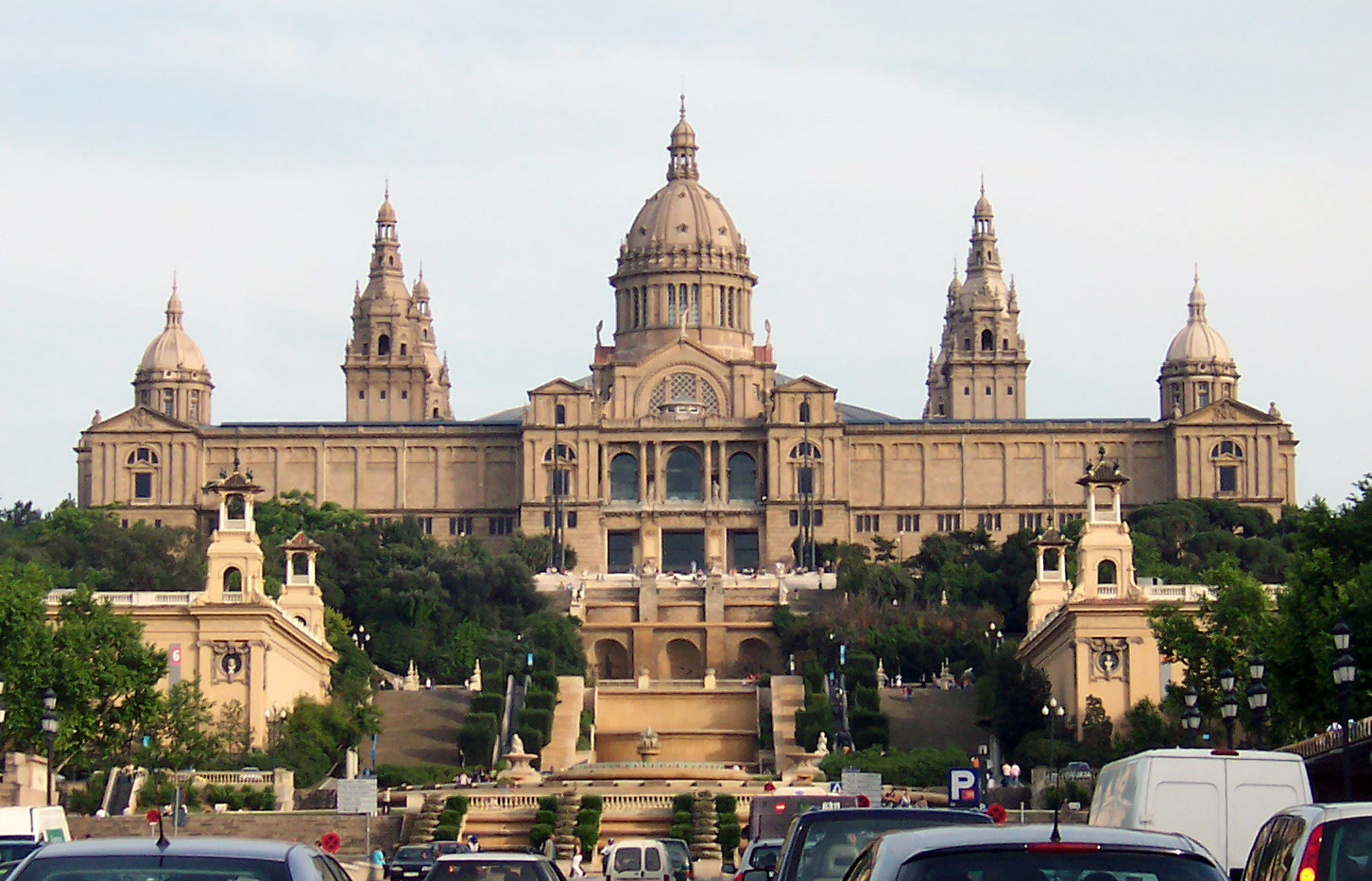
Katalónia Nemzeti Művészeti Múzeuma
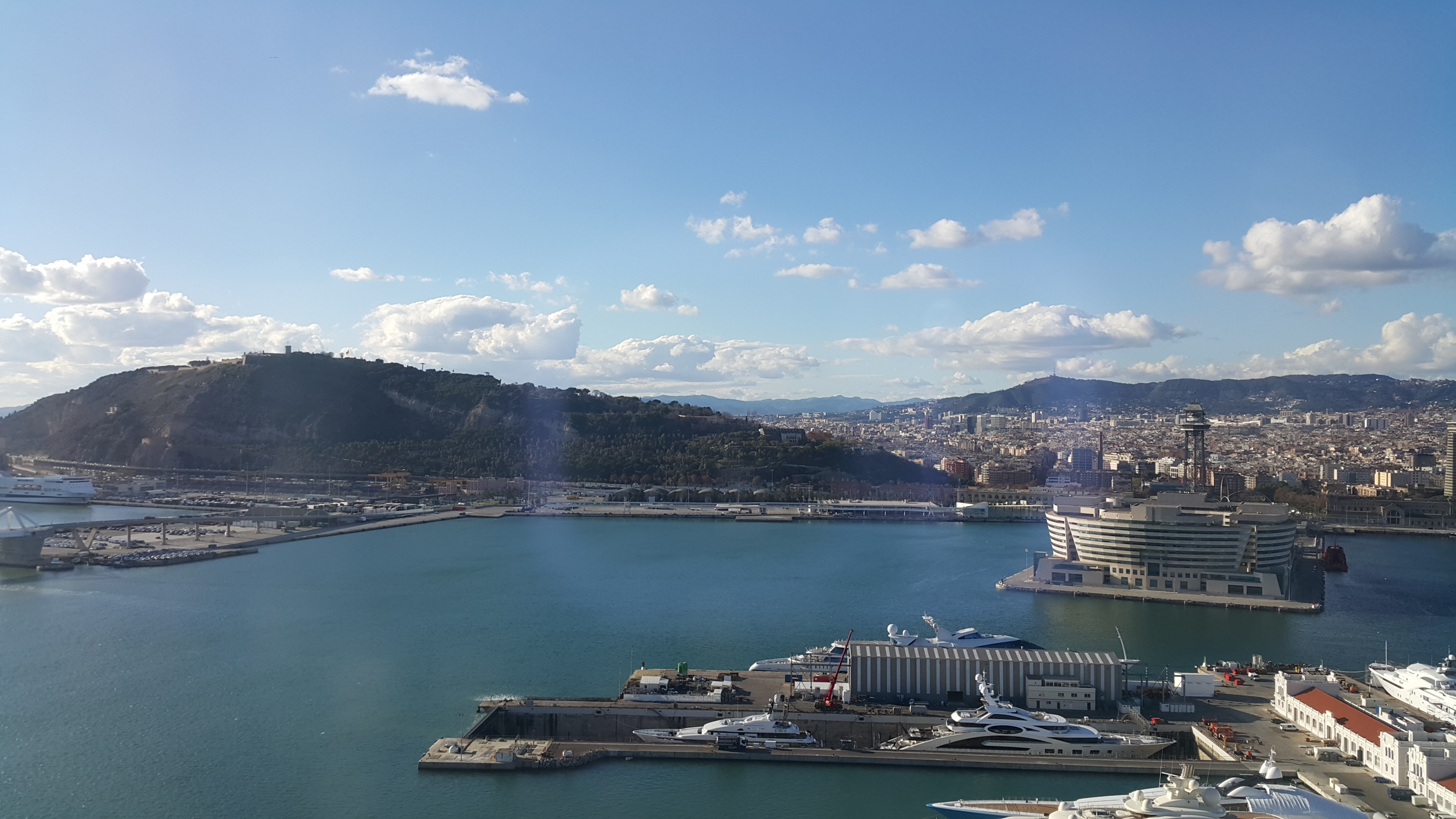
A Montjuïc hegy és a barcelonai World Trade Centre

## Lásd még
- Barcelona kerületei